# 品川湊
品川湊（しながわみなと、品河湊とも）は、武蔵国荏原郡品川（現在の東京都品川区）の目黒川河口付近に古代よりあった港。狭義には中世の港町を指す。
- 品川とは、河口付近の目黒川のことを古くは指した。

## 港

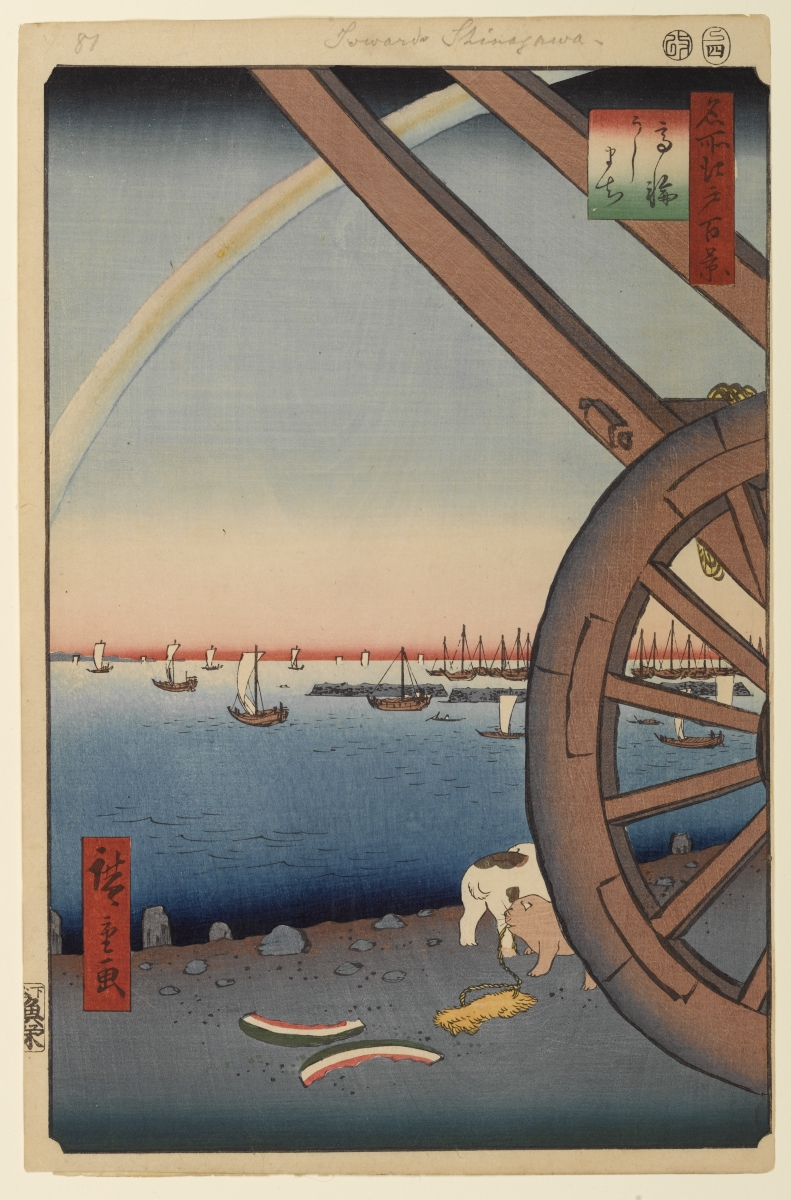
名所江戸百景「高輪うしまち」

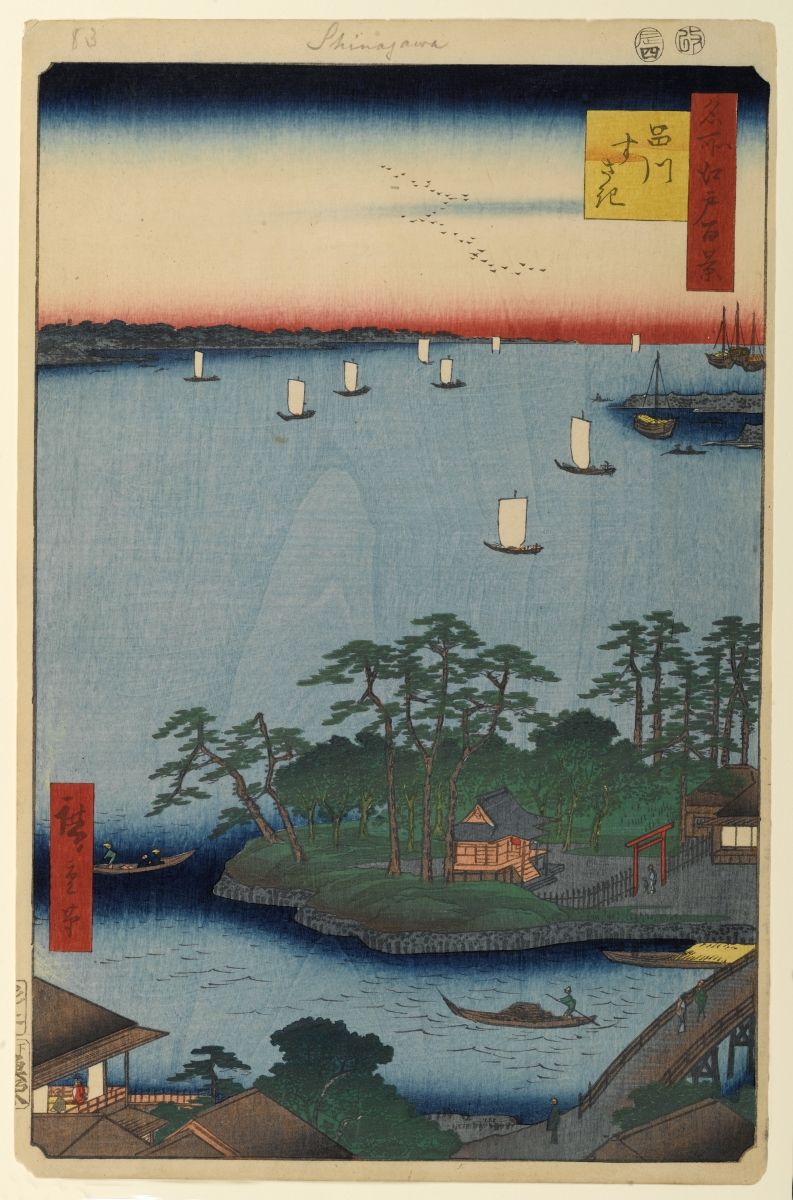
名所江戸百景「品川すさき」

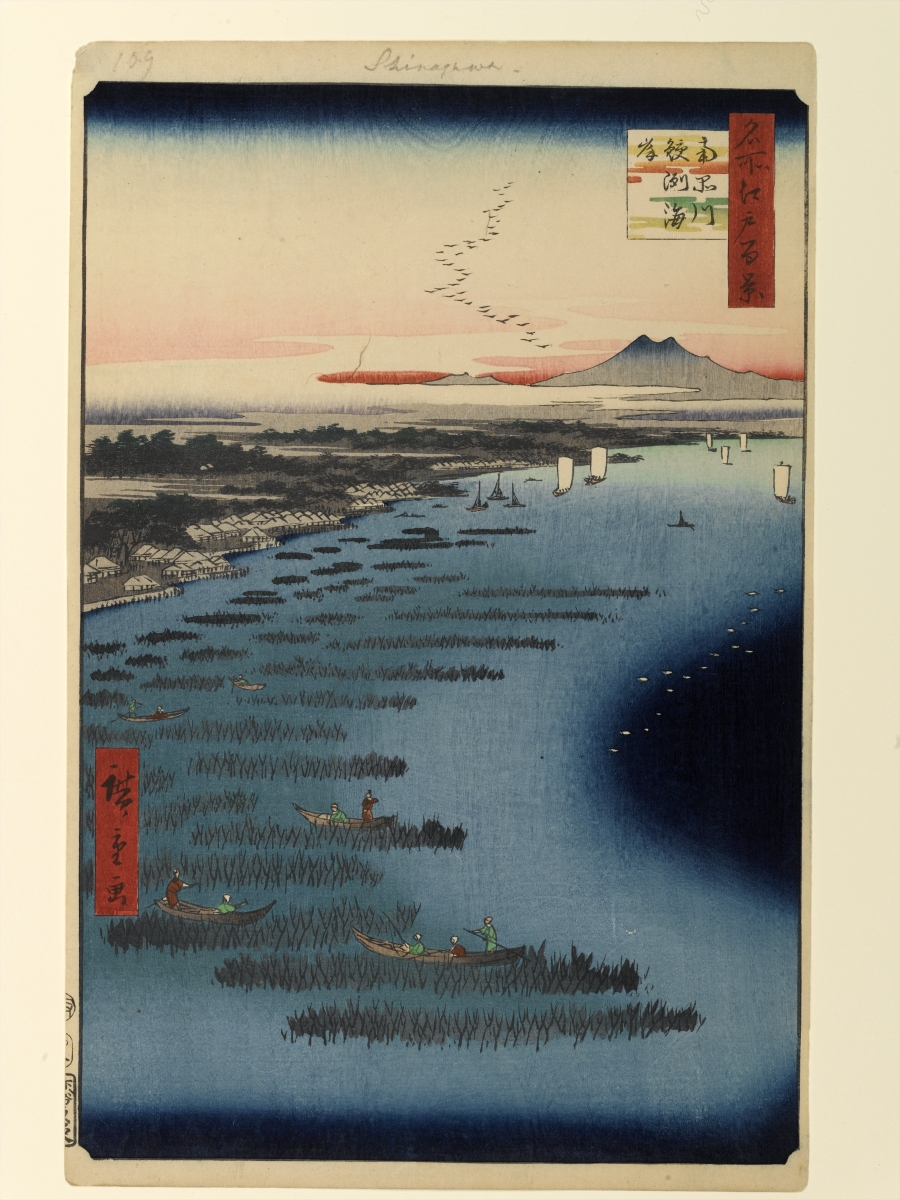
名所江戸百景「南品川鮫洲海岸」

品川湊は、目黒川が東京湾へ注ぐ河口にあった（現在の品川浦付近）。ここは、東京湾へ注ぐ目黒川の最下流が、現在の新品川橋付近で北へ細長く伸びる砂洲（洲崎と呼ばれた）に遮られ大きく北向きへ湾曲した後、東京湾へ注ぐ地形だった。河口の湾曲により川の流れは緩やかで、荷卸しなどに好条件の港として古代より認識された。御殿山からは品川湊を監視できた。河口は、この砂洲の北端であり、江戸時代に利田神社（洲崎弁天）が建ち、のちに台場も作られた。
品川湊のあった品川湾は遠浅で、品川湊の沖合いでは、東京湾内の小型廻船（瀬取船など）と太平洋航路の大型廻船（弁才船など）の積み替えが行われた。現在の東京港品川埠頭から天王洲にかけての一帯に当たる。
積み替えが行われた理由は、品川以北の東京湾最奥部（江戸）には浅瀬が広がっており、北に向かって航行可能なのは2つの細い水路だけだったことや北上する為には、川の流れに逆らって進まなければならなかったことが考えられる。小回りの利かない大型廻船の貨物は波の穏やかな湾内で、小型廻船に積み替える方が合理的だった。
荷物を受け取った小型廻船は江戸川などを遡り北関東や香取海にまで至り、西国との流通路を形成した。

## 歴史

### 古代
品川湊は武蔵国の重要な港だった（浅草湊と並ぶ重要な港だった）。内陸部にあった武蔵国国府（現東京都府中市）の外港（国府津）だったという説もある。品川と府中は品川道によって結ばれていた。
品川にある荏原神社は、府中の大國魂神社との関係が深い。品川海上禊祓式（汐汲み・お浜降り）が行われる。

### 中世
鎌倉時代には、鎌倉との関係が深くなった。御家人として品川氏が置かれた。北条氏得宗が掌握する、武蔵国の国庫の納物を鎌倉に運ぶ港として使われた可能性も指摘されている。
室町時代には六浦に代わり、神奈川湊（横浜港）と共に東京湾有数の湊へと成長した。浅草や江戸湊と並ぶ、武蔵国の代表的な湊であった。
品川湊は伊勢・熊野と結ぶ、太平洋航路で栄えた。中世の太平洋水運を担っていた伊勢神宮（伊勢大湊）や、熊野三山とのつながりが強い。金沢文庫の「湊船帳」によると、南北朝時代末期の明徳3年（1392年）1月から9月までの間に、伊勢神宮配下の「神船」（免税船）が30隻入港したとされる。これらの物流は、鈴木道胤や榎本道琳などの熊野出身の商人（有徳人）が担っていた。
品川湊の問屋（土倉）は、鎌倉府の財政基盤の１つであった。称名寺や円覚寺の造営料も徴収された。鎌倉府は直轄地化を進めた。領主であった品川氏は1424年（応永31年）、鎌倉公方足利持氏に所領を没収された。1450年（宝徳2年）、足利成氏は鈴木道胤の蔵役を免除し、港や町の運営を行わせた。1455年（享徳3年）、享徳の乱が勃発。足利成氏は古河に退去。太田道灌は御殿山の居館伝説もあるが、1457年（長禄元年）、扇谷上杉家の拠点として江戸城を築城。一方、神奈川湊は山内上杉家の長尾忠景の所領となっており、品川湊は両上杉に挟まれる形となった。
1470年（文明2年）、鈴木道胤は河越城まで出向いて太田道灌の父、太田道真主催の連歌の会「河越千句」を手伝った。また品川湊の商人である宇田川清勝は1466年（寛正7年）、享徳の乱の激戦の1つとして知られる五十子の戦いで戦死した。
戦国時代、品川湊は大規模な米の集積地となっていた。兵糧米を求める扇谷上杉氏や後北条氏、上総武田氏、安房里見氏に狙われた。妙国寺などの神社仏閣や品川湊の町人は各勢力の制札を購入し、略奪に備えた。1524年（大永4年）、北条氏綱は江戸城を攻略。品川湊の支配権も後北条氏に移った。1526年（大永6年）、後北条氏に敵対する里見義豊の攻撃を受けた。後に北条氏康から甥にあたる古河公方足利義氏の御料として献上された。

### 近世
江戸時代、品川浦は品川沖と呼ばれ、菱垣廻船や樽廻船などの貨物船でにぎわった。一方、旅客の海上輸送は宿場を保護するため、規制されていた。江戸と木更津（木更津船）や、江戸と品川宿など一部の例外のみが認められていた。
幕末、品川台場の外側は外国船に公開された。幕府の軍艦も停泊するようになった。1868年（慶応4年）、江戸が陥落すると榎本武揚は旧幕府艦隊を率いて脱出した。明治時代になってからも、軍艦の停泊地としても利用された。

## 町

### 中世
「千葉妙見大縁起」によると、鎌倉時代末期の1275年には、品川宿が形成されていた。室町時代には有徳人の寄進などにより、妙国寺(現天妙国寺)など多くの寺院が建てられ、都市化がすすんだ。高層建築が立ち並び、東国の玄関港としての威容を誇っていた。中世の品川は、目黒川（品川）を境として南北に分かれて町場が形成されていた。北品川には清徳寺、南品川には海晏寺があった。「都市的な場」には、多くの宗教者や連歌師が訪れた。日蓮宗が積極的に活動した事が知られている。
海晏寺
「龍燈松」の伝承があり、灯台的な機能を持っていたと考えられる。榎本道琳の後援を受ける。本尊は鮫洲の由来である。鮫は鈴木氏・榎本氏・宇井氏など熊野三党（三苗）の家紋である。

### 近世
江戸時代には東海道五十三次の一つである品川宿が併設された。